# ليوناردو موراليس (لاعب كرة قدم)
ليوناردو موراليس (بالإسبانية: Leo Morales) (7 يوليو 1978 في فنزويلا - ) هو مدرب كرة قدم ولاعب كرة قدم فنزويلي في مركز حراسة المرمى. شارك مع منتخب فنزويلا لكرة القدم. أما مع النوادي، فقد لعب مع ديبورتيفو تاشيرا ونادي كارابوبو وAtlético Zulia ‏ وDeportivo Anzoátegui S.C. ‏ وTrujillanos F.C. ‏ وZulia F.C. ‏ وNacional Táchira ‏ وإستوديانتس دي ماردة ‏.

## وصلات خارجية
- ليوناردو موراليس على موقع قاعدة بيانات كرة القدم.إي يو (الإنجليزية)
- ليوناردو موراليس على موقع ناشيونال فوتبول تيمز (الإنجليزية)